# Hnamadawgyi

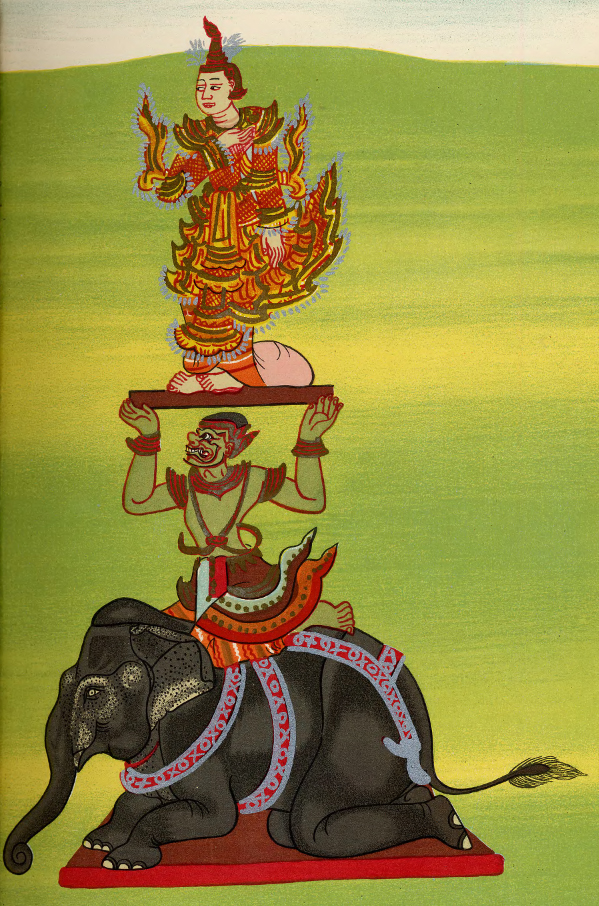
Hnamadawgyi nat

Hnamadawgyi (birm. နှမတော်ကြီး, n̥əma̰dɔ̀dʑí; pol. Królewska Siostra) - jeden z 37 natów birmańskiego panteonu. Nat ten reprezentuje Myat Hla, siostrę Maung Tint De. Według tradycji była ona żoną króla Tagaung. Widząc, jak jej brat Tint De jest palony żywcem, skoczyła ona w ogień ulegając spaleniu z wyjątkiem głowy. Umarła z powodu oparzeń i stała się natem. Przedstawiana jest, jako stojąca na podwyższeniu umieszczonym na czarnym słoniu, z prawą dłonią złożoną na piersi i trzymającą śliwkę między kciukiem a palcem wskazującym oraz z lewą ręką zwisającą swobodnie u boku..